# Víctor Nieto Alcaide
Víctor Manuel Nieto Alcaide (Madrid, 1 de abril de 1940) es un historiador de arte español.
Director del Departamento de Historia del Arte de la Universidad Nacional de Educación a Distancia (UNED) y miembro de la Real Academia de Bellas Artes de San Fernando.
A mediados de la década de 1960 colaboró con la revista Artes.

## Premios
En el año 1999 y por su obra La vidriera española. Ocho siglos de luz de la editorial Nerea, obtuvo el Premio Nacional de Historia de España, concedido por el Ministerio de Educación y Cultura y dotado con dos millones y medio de pesetas.

## Obras (selección)
- La vidriera española: ocho siglos de luz. Editorial Nerea. 1998. ISBN 84-89569-23-1.
- El Arte del renacimiento. Historia 16, Información e Historia, S.L. 1996. ISBN 84-7679-307-3.
- Víctor Manuel Nieto Alcaide, Fernando Checa Cremades (1980). El Renacimiento: formación y crisis del modelo clásico. Ediciones Istmo. ISBN 84-7090-108-7.
- La luz, símbolo y sistema visual: (el espacio y la luz en el arte gótico y del Renacimiento). Cátedra. 1978 Madrid. ISBN 84-376-0125-8.